# Gentiana rickii
Gentiana rickii är en gentianaväxtart som beskrevs av J. J. Halda. Gentiana rickii ingår i släktet gentianor, och familjen gentianaväxter. Inga underarter finns listade i Catalogue of Life.